# 이리 철도 대 톰프킨스 판결
이리철도회사 대 톰킨스 판결(Erie Railroad Co. v. Tompkins, 304 U.S. 64 (1938))은 미국 연방대법원의 유명한 판결로 여러개 주간 법정분쟁에서 연방법원은 연방 보통법을 적용할 수 없고 판결을 위해 주법을 적용해야 한다는 원칙이다. 이는 이리 원칙으로 널리알려지면 현재까지 민사소송법의 중요한 부분을 차지하고 있다. 브랜다이스 판사의 대표적인 판결이다.